# Plosolor
Plosolor is een bestuurslaag in het regentschap Kediri van de provincie Oost-Java, Indonesië. Plosolor telt 3591 inwoners (volkstelling 2010).